# Sławomir Kłosowski
Sławomir Kłosowski, né le 21 février 1964 à Wambierzyce, est un professeur homme politique polonais, membre de Droit et justice (PiS).

## Biographie

### Formation et vie professionnelle
Il est diplômé en histoire de l'École supérieure de pédagogie d'Opole (WSPO) en 1988. Il devient alors professeur d'histoire et d'éducation civique.
Il poursuit en parallèle des études post-universitaires en collectivités territoriales et économie locale à l'université de Wrocław, en 1992, ainsi qu'en gestion et entrepreneuriat à l'Académie d'économie de Katowice.

### Débuts en politique
Conseiller municipal d'Opole, il devient ensuite secrétaire de l'Alliance électorale Solidarité (AWS) dans la région de Silésie opolienne. Entre 1997 et 2001, il est surintendant des écoles d'Opole.

### Député à la Diète
Dans la perspective des élections législatives du 25 septembre 2005, il est investi tête de liste du parti Droit et justice dans la circonscription d'Opole. Il y remporte 17 894 voix préférentielles, soit le meilleur score du territoire, et entre alors à la Diète à l'âge de 41 ans. Il est nommé secrétaire d'État du ministère de l'Éducation nationale le 30 juin 2006 et travaille ainsi plusieurs mois sous l'autorité de l'ultra-conservateur Roman Giertych.
Pour les élections législatives anticipées du 21 octobre 2007, il est rétrogradé en deuxième position derrière Lena Dąbkowska-Cichocka, sous-secrétaire d'État de la chancellerie du président de la République. Avec 13 357 votes de préférence, il réalise le deuxième score des candidats de PiS et le septième résultat de la circonscription. Il est maintenu à la deuxième place de la liste des élections législatives du 9 octobre 2011, que conduit Jerzy Żyżyński. Au soir du scrutin, il totalise 14 165 suffrages préférentiels, soit le meilleur résultat pour Droit et justice et le deuxième résultat du territoire.
Il postule ensuite aux élections européennes du 25 mai 2014 dans la circonscription de Wrocław en quatrième position de la liste de PiS. Le parti n'obtient que deux élus alors qu'il remporte 9 793 voix préférentielles soit le quatrième résultat. Un an et demi plus tard, il est à nouveau investi deuxième de la liste de la circonscription d'Opole. Ses 17 048 voix de préférence lui donnent la troisième place parmi les candidats de Droit et justice et de la circonscription.

### Député européen
Le 16 novembre 2015, Dawid Jackiewicz démissionne du Parlement européen pour devenir ministre du Trésor d'État. Son mandat aurait dû revenir à Anna Zalewska, mais celle-ci est nommée ministre de l'Éducation nationale. Sławomir Kłosowski devient alors député européen le 27 novembre suivant, à l'âge de 51 ans. Membre du groupe des Conservateurs et réformistes européens (CRE), il siège à la commission du Développement régional. Katarzyna Czochara prend sa suite à la Diète le 7 décembre.